# 彼得·耶勒

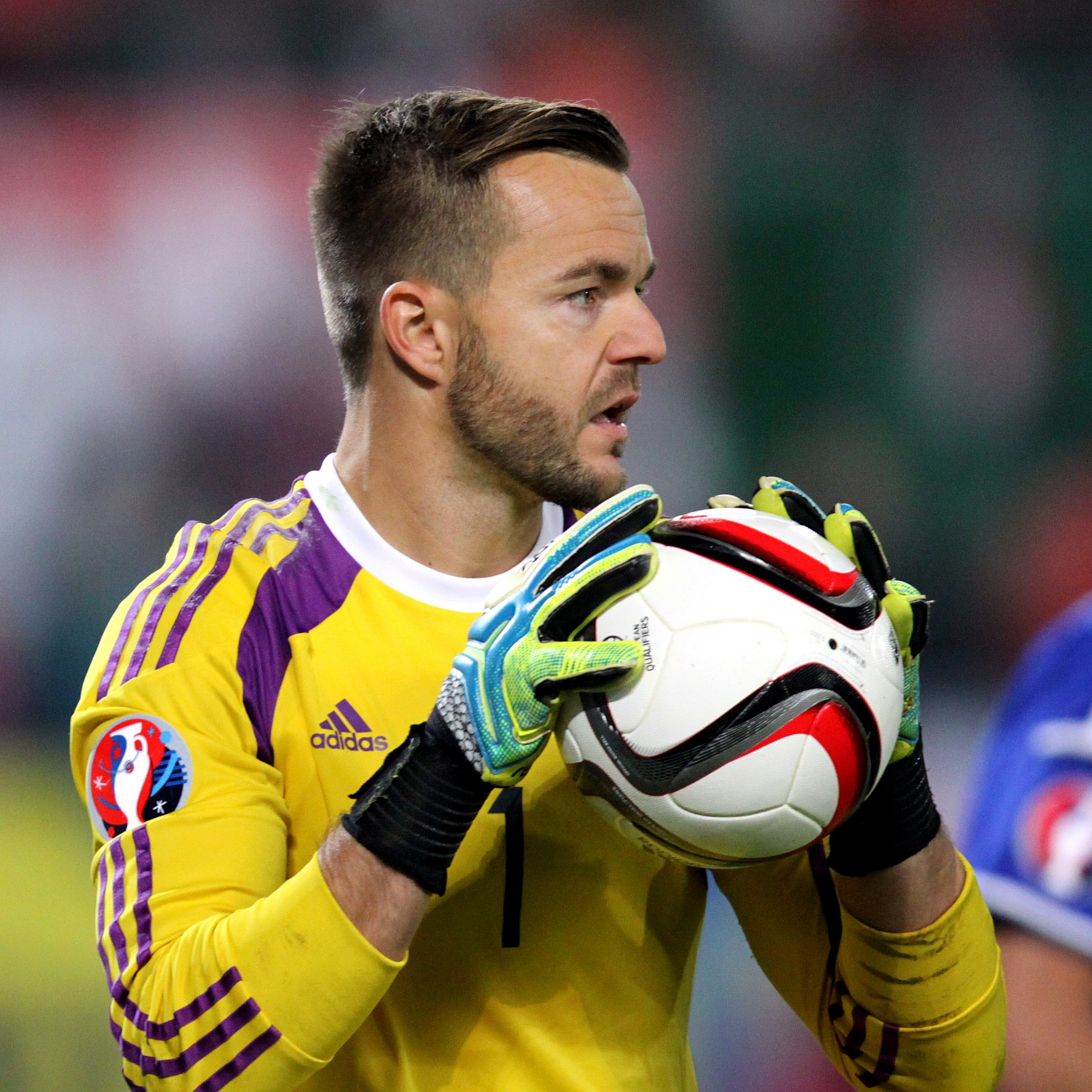
彼得·耶勒

彼得·耶勒（德語：Peter Jehle；1982年1月22日—）是一位列支敦士登足球運動員。在場上的位置是守門員。他現在效力於瑞士足球超級聯賽球隊瓦杜茲足球俱樂部。他也代表列支敦士登國家足球隊參賽。